# نقطه توخالی (فیلم ۲۰۱۶)
نقطهٔ توخالی (به انگلیسی: The Hollow Point) یک فیلم سینمایی وسترن آمریکایی به کارگردانی گونسالو لوپس-گایگو محصول سال ۲۰۱۶ است.

## بازیگران
- پاتریک ویلسون
- لین کولینز
- ایان مک‌شین
- جان لگویزمائو
- جیم بلوشی
- هیثر بیرز